# Zirkulationspartie
Eine Zirkulationspartie ist eine Schachpartie, die von wechselnden Spielern als Fernschachpartie gespielt wird. Ein Spieler darf lediglich einen Zug ausführen und schickt die Partiestellung nach seinem ausgeführten Zug an jemand anderen weiter.
Zirkulationspartien wurden gelegentlich im 19. Jahrhundert ausgespielt. An bekannten Partien nahmen berühmte Spieler des 19. Jahrhunderts wie Wilhelm Steinitz, George Henry Mackenzie, Emil Schallopp oder Johannes Minckwitz teil. Ob Zirkulationspartien auch im  20. oder 21. Jahrhundert gespielt wurden, ist nicht bekannt.

## Quelle
- Chess Notes 4652 von Edward Winter auf chesshistory.com (englisch)